# Campionato asiatico maschile di pallacanestro 2013
Il 27º campionato asiatico maschile di pallacanestro FIBA (noto anche come FIBA Asia Championship 2013) si è svolto nelle Filippine, nelle città di Pasay e Manila, dal 1º all'11 agosto 2013. L'Iran ha vinto il titolo per la terza volta.
I Campionati asiatici maschili di pallacanestro sono una manifestazione biennale tra le squadre nazionali del continente, organizzata dalla FIBA Asia. Le prime tre classificate si sono qualificate per il Campionato mondiale maschile di pallacanestro 2014 in Spagna.

## Squadre qualificate
| Asia centrale (1) | Asia orientale (2+3) | Golfo (2+1)    | Asia meridionale (1) | Sud-est asiatico (1+2) | Asia occidentale (1+2) |
| ----------------- | -------------------- | -------------- | -------------------- | ---------------------- | ---------------------- |
| Kazakistan        | Corea del Sud        | Qatar          | India                | Filippine              | Iran                   |
|                   | Cina                 | Bahrein        |                      | Thailandia             | Libano sospesa         |
|                   | Giappone             | Arabia Saudita |                      | Malaysia               | Giordania              |
|                   | Hong Kong            |                |                      |                        |                        |
|                   | Taipei cinese        |                |                      |                        |                        |

### Sospensione della federazione libanese
Il 13 luglio 2013 la FIBA Asia sospese la federazione cestistica del Libano, che doveva essere rimpiazzata dalla nazionale irachena. La federazione del Paese del Golfo declinò l'invito della Federazione asiatica, motivandola con lo scarso tempo a disposizione per preparare la squadra. Dopo il rifiuto iracheno, nelle intenzioni della FIBA Asia, il posto lasciato vacante doveva essere preso dalla nazionale degli Emirati Arabi Uniti, che però declinò l'offerta adducendo le stesse motivazioni.
La FIBA Asia decise quindi di ridurre le partecipanti al torneo a 15 squadre, decidendo al contempo l'automatico passaggio del turno per le tutte le formazioni del Gruppo B.

## Sedi delle partite
| Impianto             | Spettatori | Foto | Città              |
| -------------------- | ---------- | ---- | ------------------ |
| Mall of Asia Arena   | 20.000     |      | Pasay (Filippine)  |
| Ninoy Aquino Stadium | 6.000      |      | Manila (Filippine) |

## Turno preliminare

### Gruppo A
| Pos. | Squadra        | Pt | G | V | P | PF  | PS  | DP  |
| ---- | -------------- | -- | - | - | - | --- | --- | --- |
| 1.   | Taipei cinese  | 6  | 3 | 3 | 0 | 265 | 233 | +32 |
| 2.   | Filippine      | 5  | 3 | 2 | 1 | 234 | 221 | +13 |
| 3.   | Giordania      | 4  | 3 | 1 | 2 | 221 | 215 | +6  |
| 4.   | Arabia Saudita | 3  | 3 | 0 | 3 | 180 | 231 | -51 |

| Arbitri: | Atanu Banerjee Toru Katayose Arsen Andryushkin |

|                       |          |          |
| Baxter 30             | Punti    | 27 Lin   |
| tre giocatori 4       | Assist   | 5 Lin    |
| Baxter, Alhamarsheh 6 | Rimbalzi | 11 Davis |

| Arbitri: | Amirhossein Safarzadeh Cheung Kwok Shun Andy Thongchai Thaweewutsophon |

|                     |          |                      |
| M. Al-Muwallad 18   | Punti    | 12 Tenorio, Fonacier |
| quattro giocatori 2 | Assist   | 6 Tenorio            |
| Mo. Al-Marwani 12   | Rimbalzi | 11 Douthit           |

| Arbitri: | Yevgeniy Mikheyev Shin Gi-Rok Thongchai Thaweewutsophon |

|          |          |                   |
| Lu 25    | Punti    | 15 A. Al-Muwallad |
| Chen 5   | Assist   | 1 tre giocatori   |
| Davis 10 | Rimbalzi | 10 Mo. Al-Marwani |

| Arbitri: | Mohammad Alamiri Yuji Hirahara Wang Mei |

|                  |          |                    |
| Hamdan Hadrab 19 | Punti    | 17 Chan            |
| Abdeen 4         | Assist   | 4 Tenorio, Norwood |
| Hussein 9        | Rimbalzi | 9 Douthit          |

| Arbitri: | Harja Jaladri Arsen Andryushkin Chong Yun Aun |

|                  |          |             |
| Fonacier 21      | Punti    | 22 Lu       |
| Castro, Alapag 4 | Assist   | 12 Lin      |
| Douthit 10       | Rimbalzi | 10 Davis 10 |

| Arbitri: | Atanu Banerjee Peng Ling Amirhossein Safarzadeh |

|                   |          |           |
| A. Al-Muwallad 16 | Punti    | 15 Baxter |
| M. Al-Muwallad 5  | Assist   | 3 Baxter  |
| Mo. Al-Marwani 12 | Rimbalzi | 10 Zaghab |

### Gruppo B
| Pos. | Squadra   | Pt | G | V | P | PF  | PS  | Dp  |
| ---- | --------- | -- | - | - | - | --- | --- | --- |
| 1.   | Qatar     | 4  | 2 | 2 | 0 | 162 | 138 | +24 |
| 2.   | Giappone  | 3  | 2 | 1 | 1 | 150 | 134 | +16 |
| 3.   | Hong Kong | 2  | 2 | 0 | 2 | 123 | 163 | -40 |

| Arbitri: | Ferdinand Pascual Tan Chin Siong Wang Mei |

|             |          |          |
| Kanamaru 27 | Punti    | 20 Hayes |
| Sakurai 5   | Assist   | 4 Musa   |
| Takeuchi 10 | Rimbalzi | 5 Musa   |

| Arbitri: | Chen Ying-Cheng Chong Yun Aun Hatim Alharbi |

|             |          |         |
| Tsuji 17    | Punti    | 23 Wong |
| Sakurai 4   | Assist   | 7 Reid  |
| Sakuragi 12 | Rimbalzi | 10 Reid |

| Arbitri: | Yevgeniy Mikheyev Snehal Bendke Tan Chin Siong |

|              |          |          |
| Chan S.W. 18 | Punti    | 25 Hayes |
| Li 6         | Assist   | 6 Mousa  |
| Fong 10      | Rimbalzi | 9 Ali    |

### Gruppo C
| Pos. | Squadra       | Pt | G | V | P | PF  | PS  | Dp   |
| ---- | ------------- | -- | - | - | - | --- | --- | ---- |
| 1.   | Iran          | 6  | 3 | 3 | 0 | 261 | 141 | +120 |
| 2.   | Corea del Sud | 5  | 3 | 2 | 1 | 208 | 193 | +15  |
| 3.   | Cina          | 4  | 3 | 1 | 2 | 223 | 155 | +68  |
| 4.   | Malaysia      | 3  | 3 | 0 | 3 | 105 | 308 | -203 |

| Arbitri: | Yevgeniy Mikheyev Hatim Alharbi Abdulkarim Shakeeb |

|                 |          |        |
| Haddadi 21      | Punti    | 11 Gan |
| tre giocatori 4 | Assist   | 5 Kuek |
| Haddadi 8       | Rimbalzi | 2 Wong |

| Arbitri: | Mohammad Al-Amiri Naser Mohammad Ramadan Abu Rashed Ricor Buaron |

|                  |          |                 |
| Yi 23            | Punti    | 15 Kim Joo-Sung |
| Sun 3            | Assist   | 4 Yang          |
| Yi, Wang Zhe. 10 | Rimbalzi | 4 Yang, Cho     |

| Arbitri: | Arsen Andryushkin Snehal Bendke Abdulkarim Shakeeb |

|              |          |                  |
| Wang Zhe. 21 | Punti    | 9 Ooi            |
| Li 7         | Assist   | 1 Ooi, Tong      |
| Wang Zhe. 8  | Rimbalzi | 4 Gan. Wong C.Y. |

| Arbitri: | Harja Jaladri Atanu Banerjee Ferdinand Pascual |

|            |          |            |
| Cho 15     | Punti    | 30 Haddadi |
| Kim J.S. 3 | Assist   | 9 Kamrani  |
| Kim M.G. 7 | Rimbalzi | 13 Haddadi |

| Arbitri: | Mohammad Naser Ramadan Abu Rashed Hatim Hamed Alharbi Glenn Cornelio |

|         |          |                        |
| Kuek 25 | Punti    | 18 Lee S.J.            |
| Gan 3   | Assist   | 6 Yang                 |
| Ooi 6   | Rimbalzi | 9 Lee S.J., Lee J.H. 9 |

| Arbitri: | Mohammad Al-Amiri Yuji Hirahara Ferdinand Pascual |

|                     |          |                  |
| Haddadi 15          | Punti    | 11 Wang S.       |
| Bahrami 8           | Assist   | 3 Sun            |
| Sahakian, Haddadi 7 | Rimbalzi | 5 Zhu, Wang Zhi. |

### Gruppo D
| Pos. | Squadra    | Pt | G | V | P | PF  | PS  | Dp  |
| ---- | ---------- | -- | - | - | - | --- | --- | --- |
| 1.   | Kazakistan | 6  | 3 | 3 | 0 | 240 | 210 | +30 |
| 2.   | Bahrein    | 5  | 3 | 2 | 1 | 244 | 221 | +23 |
| 3.   | India      | 4  | 3 | 1 | 2 | 236 | 227 | +9  |
| 4.   | Thailandia | 3  | 3 | 0 | 3 | 194 | 253 | -59 |

| Arbitri: | Abdullah Jassim Chen Ying-cheng Harja Jaladri |

|                           |          |           |
| Grewal 25                 | Punti    | 25 Kawaid |
| Kadam 5                   | Assist   | 5 Ismaeel |
| Amr. Singh, Amj. Singh 14 | Rimbalzi | 14 Giles  |

| Arbitri: | Yuji Hirahara Ling Peng Shin Gi-Rok |

|              |          |                                  |
| Ponomarëv 21 | Punti    | 16 Daru. Apiromvilaichai         |
| Johnson 8    | Assist   | 4 Daru. Apiromvilaichai          |
| Ponomarëv 13 | Rimbalzi | 4 Daru. Apiromvilaichai, Tongsri |

| Arbitri: | Amirhossein Safarzadeh Glenn Cornelio Jassim Abdullah |

|                          |          |            |
| Daru. Apiromvilaichai 10 | Punti    | 24 Grewal  |
| Kongkum, Ghogar 3        | Assist   | 4 J. Singh |
| Daru. Apiromvilaichai 6  | Rimbalzi | 9 Y. Singh |

| Arbitri: | Wang Xiao Chun Naser Mohammad Ramadan Abu Rashed Tan Chin Siong |

|               |          |                     |
| Jargaliev 19  | Punti    | 14 Malabes, Ismaeel |
| Johnson 8     | Assist   | 3 Kawaid            |
| Evstigneev 10 | Rimbalzi | 12 Giles            |

| Arbitri: | Wang Mei Jassim Abdullah Toru Katayose |

|                 |          |               |
| Bhriguvanshi 19 | Punti    | 21 Evstigneev |
| Bhriguvanshi 5  | Assist   | 6 Johnson     |
| Bhriguvanshi 6  | Rimbalzi | 7 Ponomarëv   |

| Arbitri: | Ricor Buaron Chen Ying-Cheng Cheung Kwok Shun Andy |

|                     |          |                              |
| Alderazi 21         | Punti    | 11 Lertmalaiporn, Lertlaokul |
| quattro giocatori 3 | Assist   | 3 Dasom                      |
| Giles 18            | Rimbalzi | 7 Daru. Apiromvilaichai      |

## Incontri dal 13º al 15º posto
|  | Semifinale | Semifinale | Semifinale |            |    | Finale 13º posto | Finale 13º posto | Finale 13º posto |  |
|  |            |            |            |            |    |                  |                  |                  |  |
|  |            |            |            |            |    | Arabia Saudita   | Arabia Saudita   | 93               |  |
|  |            |            |            |            |    | Arabia Saudita   | Arabia Saudita   | 93               |  |
|  |            |            | Thailandia | Thailandia | 80 |                  |                  |                  |  |
|  | Malaysia   | Malaysia   | Thailandia | Thailandia | 80 | 56               |                  |                  |  |
|  | Malaysia   | Malaysia   |            |            |    |                  |                  |                  |  |
|  | Thailandia | Thailandia | 71         |            |    |                  |                  |                  |  |

### Semifinale
| Arbitri: | Abdulkarim Shakeeb Shin Gi-Rok Glenn Cornelio |

|             |          |                 |
| Soo 19      | Punti    | 16 Klaewnarong  |
| Tong 3      | Assist   | 2 tre giocatori |
| Wong C.Y. 9 | Rimbalzi | 16 Tongsri      |

### Finale 13º-14º posto
| Arbitri: | Kwok Shun Cheung Abdulkarim Shakeeb Wang Xiao Chun |

|                        |          |                               |
| Belal 21               | Punti    | 15 Lertmalaiporn, Klaewnarong |
| M. Al-Muwallad 10      | Assist   | 3 Klaewnarong                 |
| Mo. Al-Marwani, Kabe 6 | Rimbalzi | 7 Tongsri                     |

## Secondo turno

### Gruppo E
| Pos. | Squadra       | Pt | G | V | P | PF  | PS  | Dp   |
| ---- | ------------- | -- | - | - | - | --- | --- | ---- |
| 1.   | Filippine     | 9  | 5 | 4 | 1 | 393 | 351 | +42  |
| 2.   | Taipei cinese | 9  | 5 | 4 | 1 | 416 | 368 | +48  |
| 3.   | Qatar         | 9  | 5 | 4 | 1 | 378 | 347 | +31  |
| 4.   | Giordania     | 7  | 5 | 2 | 3 | 364 | 353 | +11  |
| 5.   | Giappone      | 6  | 5 | 1 | 4 | 353 | 367 | -14  |
| 6.   | Hong Kong     | 5  | 5 | 0 | 5 | 287 | 404 | -117 |

| Arbitri: | Chong Yun Aun Snehal Bendke Wang Xiao Chun |

|               |          |                        |
| Hayes 15      | Punti    | 16 Hadrab              |
| Mousa 5       | Assist   | 7 al-Sous, Alhamarsheh |
| Musa, Saeed 7 | Rimbalzi | 6 al-Sous              |

| Arbitri: | Mohd. AlAmiri Amirhossein Safarzadeh Atanu Banerjee |

|                    |          |                 |
| Chen 13            | Punti    | 13 Fong         |
| Lu. 6              | Assist   | 2 tre giocatori |
| Davis, Creighton 7 | Rimbalzi | 15 Fong         |

| Arbitri: | Arsen Andryushkin Yevgeniy Mikheyev Peng Ling |

|            |          |                 |
| Douthit 19 | Punti    | 19 Sakuragi     |
| Alapag 6   | Assist   | 3 tre giocatori |
| Douthit 10 | Rimbalzi | 13 Sakuragi 13  |

| Arbitri: | Snehal Bendke Atanu Banerjee Tan Chin Siong |

|                            |          |             |
| Hadrab 21                  | Punti    | 10 Fong     |
| Alnajjar 5                 | Assist   | 3 Chan S.W. |
| Hekmat Aldwairi, Hussein 8 | Rimbalzi | 6 Wong      |

| Arbitri: | Arsen Andryushkin Peng Ling Amirhossein Safarzadeh |

|             |          |          |
| Takeuchi 17 | Punti    | 19 Tseng |
| Sakurai 8   | Assist   | 5 Tien   |
| Sakuragi 12 | Rimbalzi | 12 Davis |

| Arbitri: | Harja Jaladri Yevgeniy Mikheyev Wang Mei |

|            |          |             |
| Douthit 19 | Punti    | 17 Hayes    |
| Douthit 4  | Assist   | 5 El Hadary |
| Douthit 14 | Rimbalzi | 11 Hayes    |

| Arbitri: | Arsen Andryushkin Yevgeniy Mikheyev Wang Mei |

|             |          |            |
| Tsuji 14    | Punti    | 16 Baxter  |
| Hiejima 4   | Assist   | 5 al-Sous  |
| Sakuragi 10 | Rimbalzi | 19 Hussein |

| Arbitri: | Harja Jaladri Atanu Banerjee Yuji Hirahara |

|          |          |         |
| Davis 23 | Punti    | 20 Musa |
| Lin 4    | Assist   | 4 Mousa |
| Davis 8  | Rimbalzi | 19 Musa |

| Arbitri: | Amirhossein Safarzadeh Abdulkarim Shakeeb Shin Gi Rok |

|              |          |            |
| Chan S.W. 16 | Punti    | 13 Douthit |
| Lee, Li 3    | Assist   | 5 Castro   |
| Reid 19      | Rimbalzi | 10 Norwood |

### Gruppo F
| Pos. | Squadra       | Pt | G | V | P | PF  | PS  | Dp   |
| ---- | ------------- | -- | - | - | - | --- | --- | ---- |
| 1.   | Iran          | 10 | 5 | 5 | 0 | 408 | 283 | +125 |
| 2.   | Corea del Sud | 9  | 5 | 4 | 1 | 390 | 287 | +97  |
| 3.   | Cina          | 8  | 5 | 3 | 2 | 350 | 311 | +39  |
| 4.   | Kazakistan    | 7  | 5 | 2 | 3 | 326 | 372 | -46  |
| 5.   | Bahrein       | 6  | 5 | 1 | 4 | 331 | 418 | -87  |
| 6.   | India         | 5  | 5 | 0 | 5 | 304 | 438 | -134 |

| Arbitri: | Cheung Kwok Shun Andy Ferdinand Pascual Hatim Alharbi |

|                        |          |                 |
| Afagh 16               | Punti    | 15 Bhriguvanshi |
| Kamrani 5              | Assist   | 7 Bhriguvanshi  |
| Sohrabnejad, Haddadi 7 | Rimbalzi | 7 Amr. Singh    |

| Arbitri: | Toru Katayose Mohd Naser Abu Rashed Thongchai Thaweewutsophon |

|              |          |           |
| Johnson 13   | Punti    | 17 Zhou   |
| Johnson 6    | Assist   | 7 Wang S. |
| Ponomarëv 10 | Rimbalzi | 8 Zhou    |

| Arbitri: | Harja Jaladri Ricor Buaron Yuji Hirahara |

|             |          |            |
| Kim T.S. 17 | Punti    | 19 Ismaeel |
| Kim T.S. 7  | Assist   | 2 Kawaid   |
| Kim J.S. 9  | Rimbalzi | 5 Akber    |

| Arbitri: | Naser Mohammad Ramadan Abu Rashed Abdullah Jassim Chen Ying-Cheng |

|               |          |             |
| Al-Tawash 15  | Punti    | 17 Bahrami  |
| M. Alderazi 4 | Assist   | 11 Kamrany  |
| Y. Kawaid 5   | Rimbalzi | 10 Sahakian |

| Arbitri: | Ferdinand Pascual Ricor Buaron Yuji Hirahara |

|              |          |                          |
| Wang Zhe. 18 | Punti    | 16 Amj. Singh            |
| Zhang 5      | Assist   | 3 Amj. Singh, Grewal     |
| Wang Zhe. 9  | Rimbalzi | 6 Bhriguvanshi, Y. Singh |

| Arbitri: | Mohammad Alamiri Hatim Hamed Alhabri Toru Katayose |

|             |          |                       |
| Johnson 15  | Punti    | 14 Kim S.H., Kim M.G. |
| Johnson 2   | Assist   | 4 Kim T.S.            |
| Jargaliev 5 | Rimbalzi | 6 Kim M.G., Kim J.S.  |

| Arbitri: | Mohammad Alamiri Ricor Buaron Cheung Kwok Shun Andy |

|            |          |               |
| Haddadi 16 | Punti    | 14 Jargaliev  |
| Kamrani 7  | Assist   | 5 Murzagaliev |
| Haddadi 9  | Rimbalzi | 7 Ponomarëv   |

| Arbitri: | Mohd Naser Abu Rashed Chong Yun Aun Glenn Cornelio |

|              |          |             |
| Al-Tawash 13 | Punti    | 13 Chen     |
| Azzam 5      | Assist   | 4 Zhang     |
| Alderazi 8   | Rimbalzi | 9 Wang Zhi. |

| Arbitri: | Toru Katayose Chen Ying-Cheng Tan Chin Siong |

|              |          |                  |
| P. Singh 18  | Punti    | 14 Kim M.G., Cho |
| Y. Singh 3   | Assist   | 9 Kim M.G.       |
| Amj. Singh 5 | Rimbalzi | 9 Lee S.J.       |

## Incontri dal 9º al 12º posto
|  | Semifinali 9º-12º posto | Semifinali 9º-12º posto | Semifinali 9º-12º posto |           |          | Finale 9º posto  | Finale 9º posto  | Finale 9º posto  |  |
|  |                         |                         |                         |           |          |                  |                  |                  |  |
|  | Giappone                | Giappone                | 73                      |           |          |                  |                  |                  |  |
|  | Giappone                | Giappone                | 73                      |           |          |                  |                  |                  |  |
|  | India                   | India                   | 64                      |           |          |                  |                  |                  |  |
|  | India                   | India                   | 64                      |           | Giappone | Giappone         | 79               |                  |  |
|  |                         |                         |                         |           | Giappone | Giappone         | 79               |                  |  |
|  |                         |                         | Hong Kong               | Hong Kong | 50       |                  |                  |                  |  |
|  | Bahrein                 | Bahrein                 | Hong Kong               | Hong Kong | 50       | 79               |                  |                  |  |
|  | Bahrein                 | Bahrein                 |                         |           |          | 79               |                  |                  |  |
|  | Hong Kong               | Hong Kong               | 87                      |           |          | Finale 11º posto | Finale 11º posto | Finale 11º posto |  |
|  | Hong Kong               | Hong Kong               | 87                      |           |          |                  |                  |                  |  |
|  |                         |                         |                         |           |          |                  |                  |                  |  |
|  |                         |                         |                         |           |          | India            | India            | 75               |  |
|  |                         |                         |                         |           |          | India            | India            | 75               |  |
|  |                         |                         |                         |           |          | Bahrein          | Bahrein          | 65               |  |

### Semifinali
| Arbitri: | Naser Mohammad Ramadan Abu Rashed Shin Gi-Rok Thongchai Thaweewutsophon |

|                     |          |         |
| Al-Tawash 29        | Punti    | 20 Reid |
| Kawaid 5            | Assist   | 5 Fong  |
| Al-Tawash, Kawaid 5 | Rimbalzi | 12 Fong |

| Arbitri: | Chen Ying-Cheng Glenn Cornelio Wang Xiao Chun |

|                    |          |                         |
| Takeuchi, Tsuji 12 | Punti    | 12 Bhriguvanshi         |
| Sakuragi 4         | Assist   | 6 Bhriguvanshi          |
| Sakuragi 11        | Rimbalzi | 8 Bhriguvanshi, Pethani |

### Finale 11º-12º posto
| Arbitri: | Cheung Kwok Shun Andy Peng Ling Shin Gi-Rok |

|                 |          |              |
| Bhriguvanshi 19 | Punti    | 20 Al-Tawash |
| Bhriguvanshi 4  | Assist   | 6 Al-Tawash  |
| Pethani 8       | Rimbalzi | 9 Alderazi   |

### Finale 9º-10º posto
| Arbitri: | Snehal Bendke Glenn Cornelio Wang Xiao Chun |

|         |          |             |
| Reid 18 | Punti    | 25 Kanamaru |
| Lee 5   | Assist   | 4 Tsuji     |
| Reid 13 | Rimbalzi | 9 Ōta       |

## Fase finale
|  | Quarti di finale | Quarti di finale |                |               | Semifinali      | Semifinali      |  |  | Finale         | Finale |
|  |                  |                  |                |               |                 |                 |  |  |                |        |
|  | 9 agosto 2013    |                  |                |               |                 |                 |  |  |                |        |
|  |                  |                  |                |               |                 |                 |  |  |                |        |
|  | Filippine        | 88               |                |               |                 |                 |  |  |                |        |
|  | Filippine        | 88               | 10 agosto 2013 |               |                 |                 |  |  |                |        |
|  | Kazakistan       | 58               |                |               |                 |                 |  |  |                |        |
|  | Kazakistan       | 58               | Filippine      | 86            |                 |                 |  |  |                |        |
|  | 9 agosto 2013    |                  | Filippine      | 86            |                 |                 |  |  |                |        |
|  |                  | Corea del Sud    | 79             |               |                 |                 |  |  |                |        |
|  | Qatar            | Corea del Sud    | 79             | 52            |                 |                 |  |  |                |        |
|  | Qatar            |                  | 11 agosto 2013 | 52            |                 |                 |  |  |                |        |
|  | Corea del Sud    | 79               |                |               |                 |                 |  |  |                |        |
|  | Corea del Sud    | 79               | Filippine      | 71            |                 |                 |  |  |                |        |
|  | 9 agosto 2013    |                  | Filippine      | 71            |                 |                 |  |  |                |        |
|  |                  | Iran             | 85             |               |                 |                 |  |  |                |        |
|  | Taipei cinese    | Iran             | 85             | 96            |                 |                 |  |  |                |        |
|  | Taipei cinese    | 10 agosto 2013   |                | 96            |                 |                 |  |  |                |        |
|  | Cina             | 78               |                |               |                 |                 |  |  |                |        |
|  | Cina             | 78               | Taipei cinese  | 60            | Finale 3º posto | Finale 3º posto |  |  |                |        |
|  | 9 agosto 2013    |                  | Taipei cinese  | 60            | Finale 3º posto | Finale 3º posto |  |  |                |        |
|  |                  | Iran             | 79             |               |                 |                 |  |  |                |        |
|  | Giordania        | Iran             | 79             | 54            | Corea del Sud   | 75              |  |  |                |        |
|  | Giordania        |                  |                | 54            | Corea del Sud   | 75              |  |  |                |        |
|  | Iran             | 94               |                | Taipei cinese | 57              |                 |  |  |                |        |
|  | Iran             | 94               |                |               | 57              |                 |  |  |                |        |
|  |                  |                  |                |               |                 |                 |  |  | 11 agosto 2013 |        |
|  |                  |                  |                |               |                 |                 |  |  |                |        |

|  | Semifinali 5º-8º posto | Semifinali 5º-8º posto | Semifinali 5º-8º posto |      |       | Finale 5º posto | Finale 5º posto | Finale 5º posto |  |
|  |                        |                        |                        |      |       |                 |                 |                 |  |
|  | Kazakistan             | Kazakistan             | 67                     |      |       |                 |                 |                 |  |
|  | Kazakistan             | Kazakistan             | 67                     |      |       |                 |                 |                 |  |
|  | Qatar                  | Qatar                  | 72                     |      |       |                 |                 |                 |  |
|  | Qatar                  | Qatar                  | 72                     |      | Qatar | Qatar           | 85              |                 |  |
|  |                        |                        |                        |      | Qatar | Qatar           | 85              |                 |  |
|  |                        |                        | Cina                   | Cina | 96    |                 |                 |                 |  |
|  | Giordania              | Giordania              | Cina                   | Cina | 96    | 76              |                 |                 |  |
|  | Giordania              | Giordania              |                        |      |       | 76              |                 |                 |  |
|  | Cina                   | Cina                   | 79                     |      |       | Finale 7º posto | Finale 7º posto | Finale 7º posto |  |
|  | Cina                   | Cina                   | 79                     |      |       |                 |                 |                 |  |
|  |                        |                        |                        |      |       |                 |                 |                 |  |
|  |                        |                        |                        |      |       | Kazakistan      | Kazakistan      | 59              |  |
|  |                        |                        |                        |      |       | Kazakistan      | Kazakistan      | 59              |  |
|  |                        |                        |                        |      |       | Giordania       | Giordania       | 88              |  |

### Quarti di finale
| Arbitri: | Yuji Hirahara Hatim Hamed Alharbi Cheung Kwok Shun Andy |

|            |          |           |
| Haddadi 20 | Punti    | 13 Baxter |
| Kamrani 11 | Assist   | 4 Baxter  |
| Sahakian 9 | Rimbalzi | 8 Hadrab  |

| Arbitri: | Yevgeniy Mikheyev Atanu Banerjee Abdulkarim Shakeeb |

|          |          |       |
| Davis 26 | Punti    | 22 Yi |
| Lin 7    | Assist   | 7 Guo |
| Davis 10 | Rimbalzi | 10 Yi |

| Arbitri: | Mohammad Alamiri Snehal Bendke Tan Chin Siong |

|                 |          |                 |
| David 22        | Punti    | 14 Klimov       |
| tre giocatori 4 | Assist   | 3 tre giocatori |
| Douthit 10      | Rimbalzi | 12 Ponomarëv    |

| Arbitri: | Harja Jaladri Toru Katayose Amirhossein Safarzadeh |

|                      |          |                 |
| Cho 16               | Punti    | 10 Hayes, Saeed |
| Kim M.G., Kim T.S. 4 | Assist   | 4 Mousa         |
| Cho 16               | Rimbalzi | 6 Hayes         |

### Semifinali 5º-8º posto
| Arbitri: | Toru Katayose Ricor Buaron Tan Chin Siong |

|            |          |              |
| al-Sous 17 | Punti    | 33 Wang Zhi. |
| Baxter 8   | Assist   | 6 Sun 6      |
| Hadrab 8   | Rimbalzi | 7 Wang Zhi.  |

| Arbitri: | Ferdinand Pascual Chong Yun Aun Yuri Hirahara |

|               |          |             |
| Evstigneev 24 | Punti    | 18 Musa     |
| Johnson 4     | Assist   | 3 Mousa     |
| Evstigneev 13 | Rimbalzi | 6 El Hadary |

### Semifinali
| Arbitri: | Arsen Andryushkin Harja Jaladri Jassim Abdullah |

|            |          |               |
| Kamrani 19 | Punti    | 16 Davis      |
| Kamrani 6  | Assist   | 3 Tsai, Tseng |
| Haddadi 14 | Rimbalzi | 5 Davis, Tien |

| Arbitri: | Mohammad Al Amiri Yevgeniy Mikheyev Wang Mei |

|                     |          |                      |
| Castro 17           | Punti    | 27 Kim M.G.          |
| de Ocampo, Castro 4 | Assist   | 7 Yang               |
| Pingris 10          | Rimbalzi | 5 Kim J.S., Kim T.S. |

### Finale 7º posto
| Arbitri: | Atanu Banerjee Wang Mei Andy Cheung Kwok Shun |

|                    |          |              |
| Abdeen 20          | Punti    | 17 Jargaliev |
| Alnajjar, Baxter 8 | Assist   | 3 Johnson    |
| Alnajjar 7         | Rimbalzi | 9 Evstigneev |

### Finale 5º posto
| Arbitri: | Toru Katayose Yevgeniy Mikheyev Amirhossein Safarzadeh |

|              |          |              |
| El Hadary 23 | Punti    | 21 Guo       |
| El Hadary 5  | Assist   | 5 Guo        |
| Abdulla 10   | Rimbalzi | 11 Wang Zhi. |

### Finale 3º posto
| Arbitri: | Ferdinand Pascual Mohammad Alamiri Hatim Hamed Alharbi |

|         |          |                 |
| Lu 13   | Punti    | 21 Kim M.G.     |
| Lin 4   | Assist   | 8 Yang          |
| Davis 8 | Rimbalzi | 8 Kim J.S., Yun |

### Finale
| Arbitri: | Arsen Andryushkin Yuji Hirahara Harja Jaladri |

|            |          |           |
| Haddadi 29 | Punti    | 18 Castro |
| Bahrami 7  | Assist   | 3 Alapag  |
| Haddadi 16 | Rimbalzi | 8 Pingris |

## Classifica finale
| Campione d'Asia | Campione d'Asia | Campione d'Asia | Campione d'Asia |
| --- | --------------- | --- | --------------- |
| Iran 4 Jamshidi, 5 Davoudi, 6 Davari, 7 Kamrani, 8 Veisi, 9 Sahakian, 10 Afagh, 11 Sohrabnejad, 12 Kardoust, 13 Arghavan, 14 Bahrami, 15 Haddadi, All. Mehmed Bečirovič |                 | |                 |
| Pos. | Squadra         | Formazione |                 |
| | Filippine       | Filippine4 Alapag, 5 Tenorio, 6 Chan, 7 Castro, 8 David, 9 de Ocampo, 10 Norwood, 11 Douthit, 12 Fonacier, 13 Fajardo, 14 Aguilar, 15 Pingris, All. Chot Reyes                                                        |                 |
| | Corea del Sud   | Corea del Sud4 Kim M., 5 Kim S., 6 Yang, 7 Kim T., 8 Mun, 9 Yun, 10 Jo, 11 Kim Ju., 12 Kim Jo., 13 Choe, 14 Lee S., 15 Lee J., All. Yu Jae-hak                                                                        |                 |
| 4. | Taipei cinese   | Taiwan4 Tseng, 5 Davis, 6 Lee, 7 Tien, 8 Chen, 9 Hung, 10 Chou, 11 Yang, 12 Lin, 13 Lu, 14 Tsai, 15 Creighton, All. Hsu Chin-che                                                                                      |                 |
| 5. | Cina            | Cina4 Guo, 5 Liu, 6 Chen, 7 Wang S., 8 Zhu, 9 Sun, 10 Li, 11 Yi, 12 Zhang, 13 Wang Zhe., 14 Wang Zhi., 15 Zhou, All. Panagiōtīs Giannakīs                                                                             |                 |
| 6. | Qatar           | Qatar4 Elhadary, 5 Hayes, 6 Ali, 7 Mousa, 8 Suliman, 9 Turki, 10 Musa, 11 Saeed, 12 Mo. Abdullah, 13 Mo. Mohammed, 14 Ma. Abdullah, 15 Ba. Mohammed, All. Thomas Wisman                                               |                 |
| 7. | Giordania       | Giordania4 al-Najjar, 5 al-Dwairi, 6 al-Faraj, 7 al-Hamarsheh, 8 Baxter, 9 Abu Ruqayah, 10 Abu Qoura, 11 al-Sous, 12 Abdeen, 13 Hussein, 14 Hamdan Hadrab, 15 Zaghab, All. Vaggelīs Alexandrīs                        |                 |
| 8. | Kazakistan      | Kazakistan4 Sultanov, 5 Johnson, 6 Murzagaliev, 7 Evstigneev, 8 Lapčenko, 9 Bažin, 10 Dvirnyj, 11 Ponomarëv, 12 Klimov, 13 Jargaliev, 14 Bondarovič, 15 Žigulin, All. Matteo Boniciolli                               |                 |
| 9. | Giappone        | Giappone4 Matsui, 5 Tanaka, 6 Hiejima, 7 Ōta, 8 Watanabe, 9 Kurihara, 10 Takeuchi, 11 Sakurai, 12 Sakuragi, 13 Tsuji, 14 Kanamaru, 15 Ichioka, All. Kimikazu Suzuki                                                   |                 |
| 10. | Hong Kong       | Hong Kong4 Lam, 5 Lau Ts., 6 Lee, 7 Li, 8 Chan S., 9 Lau Tu., 10 Chan Y., 11 Poon, 12 Fong, 13 Wong, 14 Reid, 15 Szeto, All. Cheung Kwong-wai                                                                         |                 |
| 11. | India           | India4 Kadam, 5 Grewal, 6 P. Singh, 7 Kaushik, 8 Ar. Singh, 9 Bhriguvanshi, 10 Amr. Singh, 11 J. Singh, 12 S. Singh, 13 Amj. Singh, 14 Y. Singh, 15 Pethani, All. Scott Flemming                                      |                 |
| 12. | Bahrein         | Bahrein4 Ebrahim, 5 al-Tawash, 6 M. Kawaid, 7 Malabes, 8 Ismaeel, 9 M. al-Derazi, 10 A. al-Derazi, 11 Azzam, 12 Giles, 13 Y. Kawaid, 14 Akber, 15 Aman, All. Saša Nikitović                                           |                 |
| 13. | Arabia Saudita  | Arabia Saudita4 Mo. al-Marwani, 5 M. al-Muwallad, 6 al-Sager, 7 al-Kaabi, 8 al-Salek, 9 al-Hawsawi, 10 Abu-Jabal, 11 al-Muhanna, 12 Ma. al-Marwani, 13 al-Mukhtar, 14 A. al-Muwallad, 15 Abo-Jalas, All. Nenad Krdžić |                 |
| 14. | Thailandia      | Thailandia4 Klahan, 5 Lertmalaiporn, 6 Suttisin, 7 Kongkum, 8 Dasom, 9 Klaewnarong, 10 Daro. Apiromvilaichai, 11 Daru. Apiromvilaichai, 12 Ghogar, 13 Lertlaokul, 14 Samerjai, 15 Tongsri, All. Manid Niyomyindee     |                 |
| 15. | Malaysia        | Malaysia4 Soo, 5 Ng, 6 Wong W., 7 Choo, 8 Ooi, 9 Tong, 10 Gan, 11 Kuek, 13 Wong C., 14 Mak, 15 Foong, All. Teh Choon-yean                                                                                             |                 |